# XHamster

xHamster의 로고

xHamster는 무료 성인 비디오 공유 홈페이지로 그 본사는 미국 텍사스주 휴스턴에 있다. 이 홈페이지는 2015년 12월 15일을 기준으로, 알렉사 인터넷에서 발표한 세계 상위 100위 사이트 랭킹에서 72위를 차지했다.
- 인터넷 포르노그래피